# Mancelos
Mancelos és una freguesia portuguesa del municipi d'Amarante; té 12,13 km² d'àrea i 3.114 habitants (cens del 2011). La densitat de població n'és 256, 7 hab./km².
La freguesia de Mancelos es divideix en diferents llogarets; alguns en són Manhufe, Pidre,
Padrão, Gateira, Boavista, Troxainho, Nogueira, Monte e Serra da Água i Leite.
La freguesia és limitada al nord per la freguesia de Freixo de Cima, al nord-oest per les de Santiago de Figueiró i Santa Cristina de Figueiró, a l'oest per la de Travanca i Oliveira; al sud per la freguesia de Real, al sud-est per la de Banho e Carvalhosa i a l'est per les de Freixo de Baixo e Fregim.

## Història
El topònim "Mancelos" prové de "Minutiellus", un diminutiu d'un nom romà, "Minutius". Va formar part del municipi de Santa Cruz de Riba Tâmega fins al 24 d'octubre del 1855.
La supervisió religiosa pertocava a la diòcesi de Braga, fins al 1882. Sanç I donà furs a aquesta freguesia, segons les anotacions d'Alfons II, al 1220. El 1110, Mem Gonçalves da Fonseca i Maria Paes Tavares, filla de D. Pedro Viegas (1180 -?) i de D. Mor Paes, manen construir un convent, el Monestir de Mancelos, que albergà l'orde de Sant Agustí, fins al 1540. Més tard, Joan III llega el monestir als dominics de Gonçalo de Amarante, i ve el papa Pau III a confirmar l'acte el 1542.
Cal destacar que al registre del Convent de S. Gonçalo de Amarante hi havia un document d'Alfons I que esmentava la donació d'un terreny, al 1131, al Monestir de Mancelos i terres adjacents, per la quantia de "dos-cents módios" a Raimundo Garcia, Pedro Nunes, Gondezendo Nunes i Soeiro Pimentel, per serveis prestats al rei. Els drets conferits per aquell document incloïen que el prior podia triar el "jutge del terreny" i redactar una "carta de magistrat".
Manhufe té també algunes cases rurals interessants, i va ser escenari d'una batalla contra els napoleònics. Fins al liberalisme constituïa el vedat de Mancelos, integrat en l'extint municipi de Santa Cruz de Ribatâmega.
El pintor modernista Amadeo de Souza-Cardoso va nàixer en aquest llogaret, a Manhufe. D. Gomes Gonçalves da Costa, nascut el 1315, fou senyor de la Quinta de Costa, en aquest llogaret, prop de Nossa Senhora da Costa, tal com més tard D. Gonçalo da Costa.

## Patrimoni
- Església de Sâo Martinho de Mancelos
- Casa d'Amadeo de Souza-Cardoso
- Capella de la Sr.ª da Conceição
- Capella de la Sr.ª da Encarnação
- Capella de la Sr.ª de Fátima
- Capella de St. António
- Capella de Sâo Sebastião
- Creu de terme

## Població
| Població de Mancelos | Població de Mancelos | Població de Mancelos | Població de Mancelos | Població de Mancelos | Població de Mancelos | Població de Mancelos | Població de Mancelos | Població de Mancelos | Població de Mancelos | Població de Mancelos | Població de Mancelos | Població de Mancelos | Població de Mancelos | Població de Mancelos |
| -------------------- | -------------------- | -------------------- | -------------------- | -------------------- | -------------------- | -------------------- | -------------------- | -------------------- | -------------------- | -------------------- | -------------------- | -------------------- | -------------------- | -------------------- |
| 1864                 | 1878                 | 1890                 | 1900                 | 1911                 | 1920                 | 1930                 | 1940                 | 1950                 | 1960                 | 1970                 | 1981                 | 1991                 | 2001                 | 2011                 |
| 2 234                | 2 064                | 2 151                | 2 193                | 2 383                | 2 263                | 2 204                | 2 529                | 2 609                | 2 739                | 2 951                | 3 245                | 3 219                | 3 504                | 3 114                |

## Galeria d'imatges

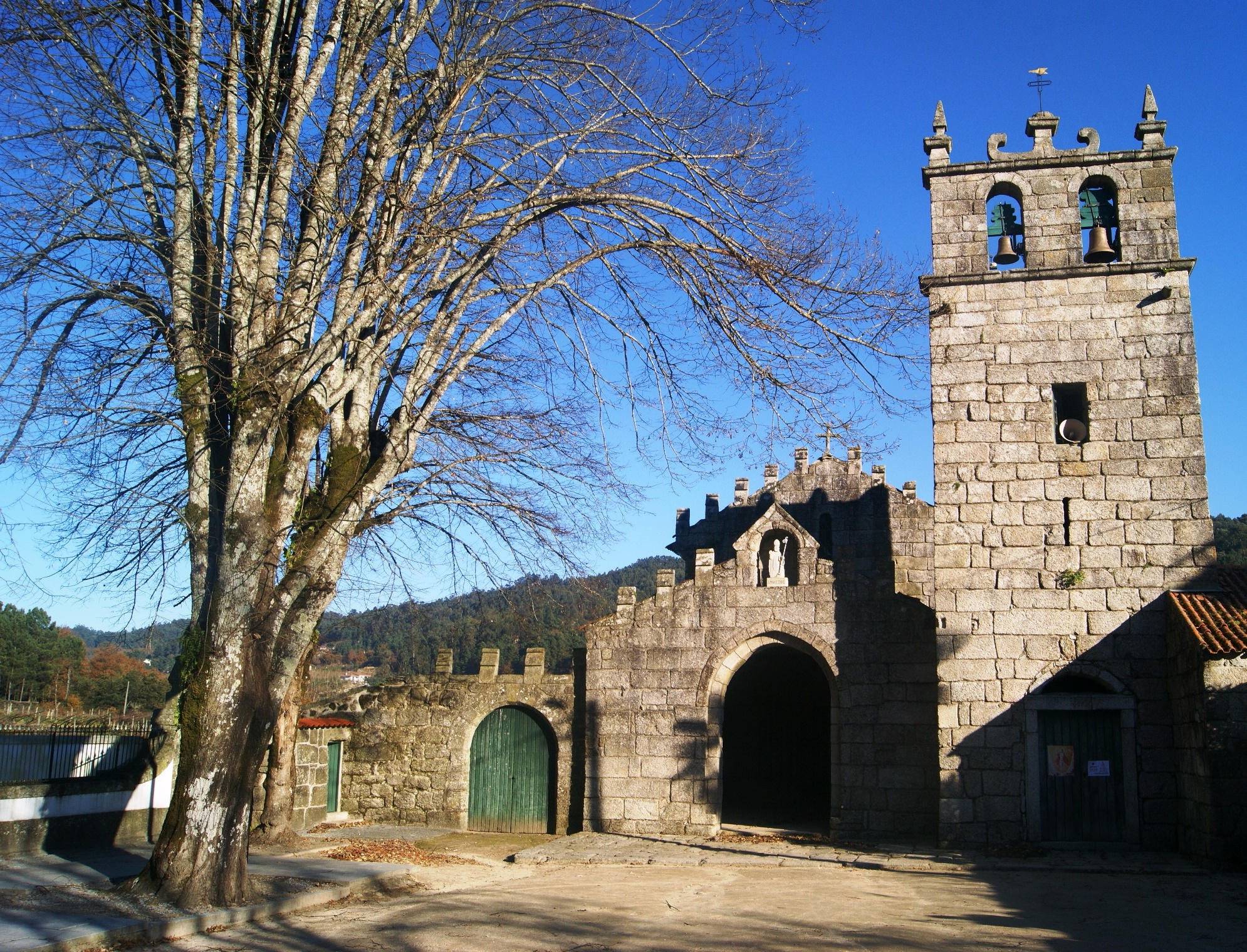
Església romànica de Mancelos
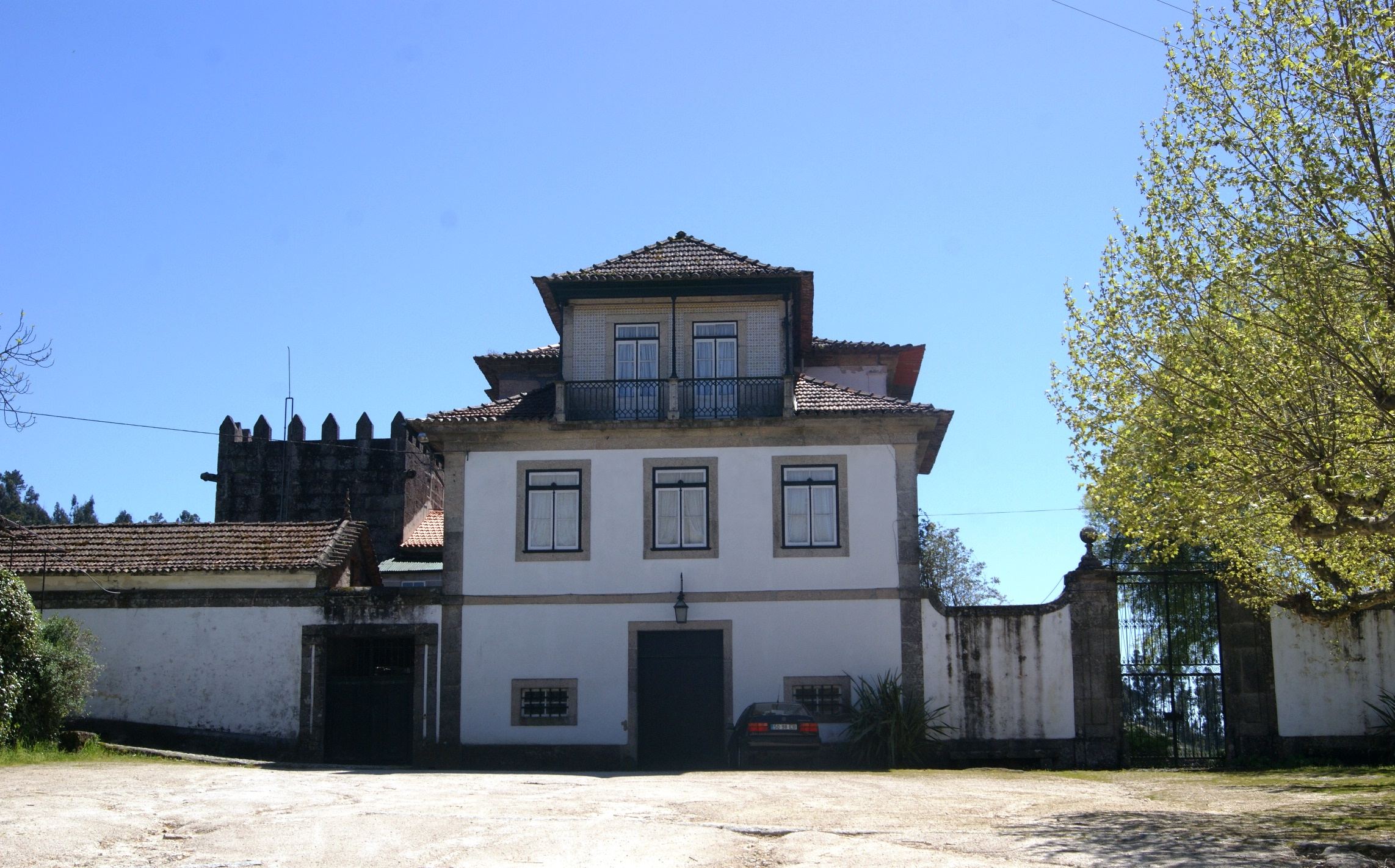
Casa de Manhufe d'Amadeo de Souza Cardoso
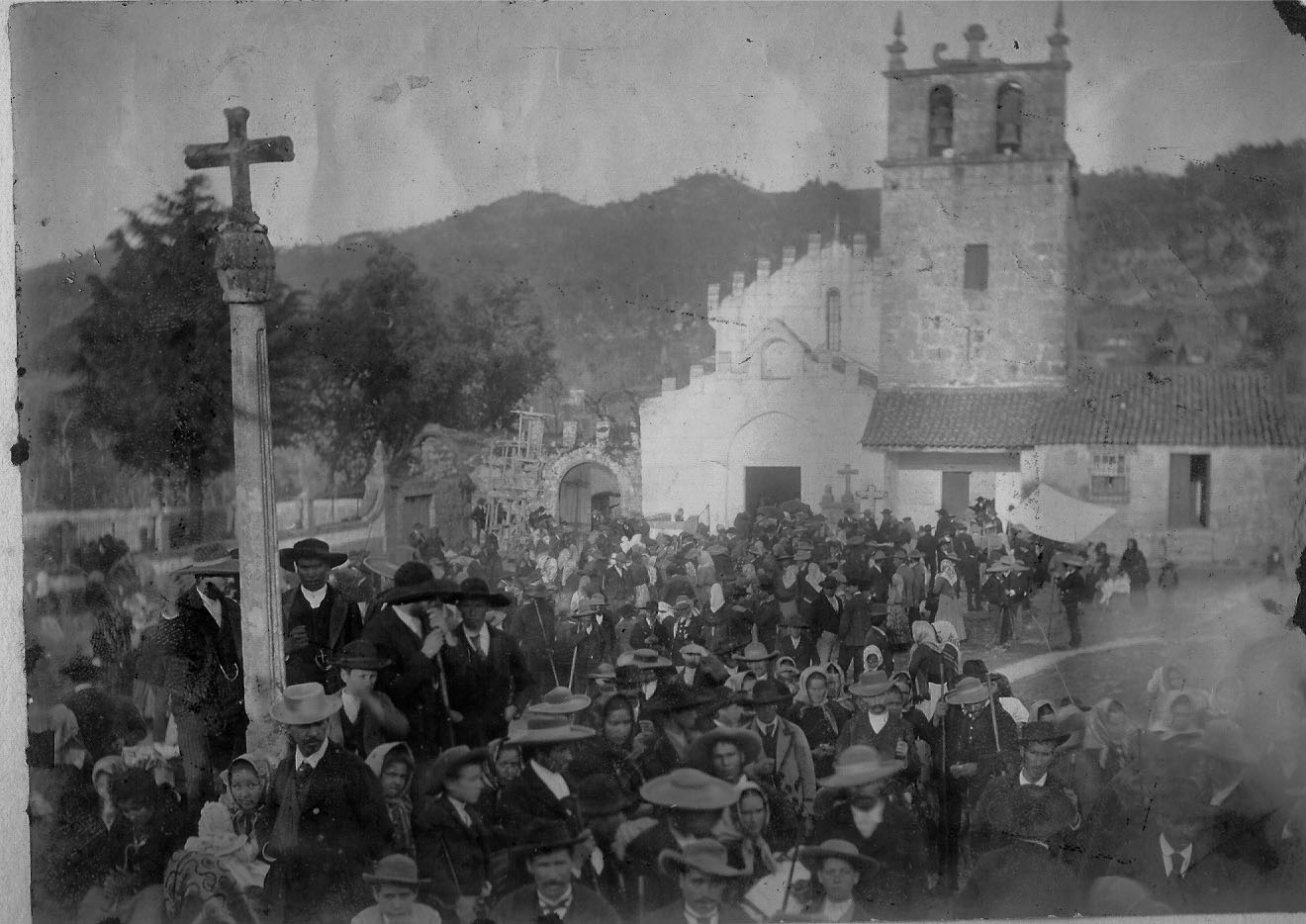
Amarante, Mancelos, fira de la primeria del s. XX
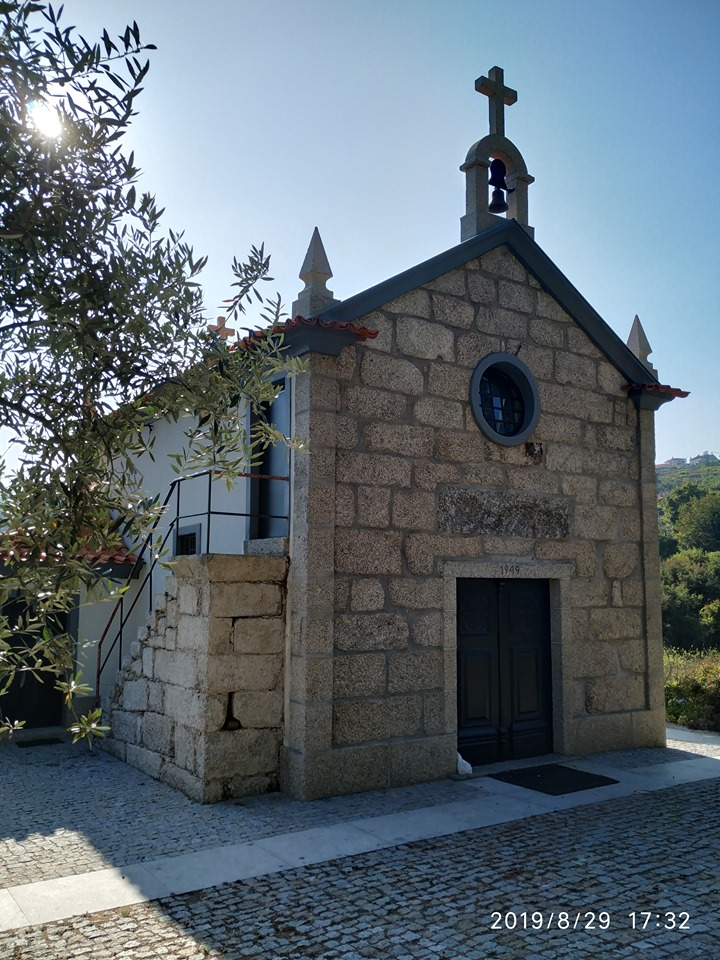
Capella de Gateira
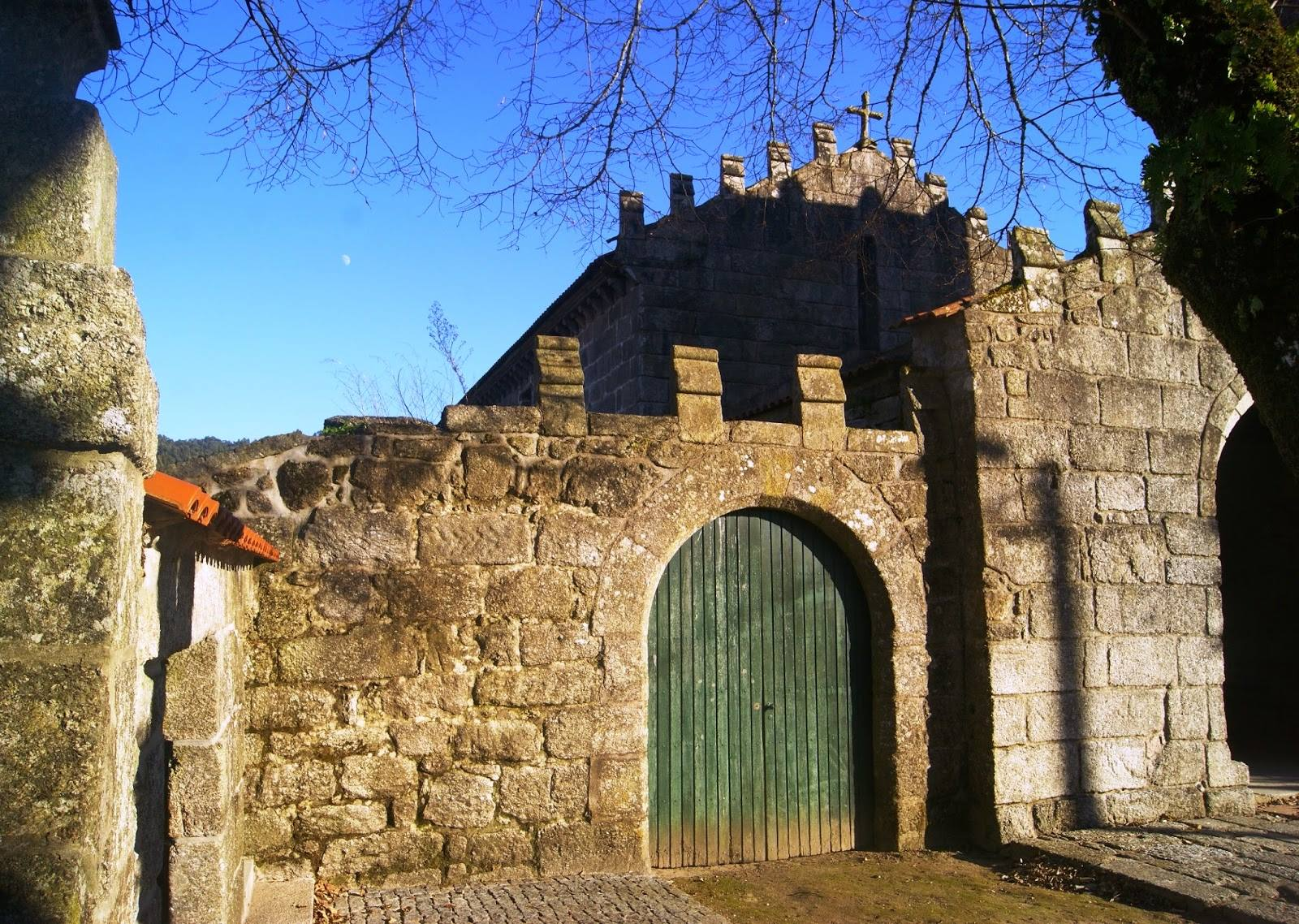
Amarante, Mancelos, església romànica